# Erich Zeisl
Erich Zeisl   (Viena, 18 de maig de 1905 - Los Angeles, 18 de febrer de 1959) (Erich, sovint escrit Eric) va ser un compositor austríac.

## Vida i música
Nascut en una família jueva de classe mitjana a Viena, llavors capital de l'imperi austrohongarès, Zeisl era fill de Kamilla (Feitler) i de Siegmund Zeisl. La seva precocitat musical li va permetre guanyar un lloc a l'Acadèmia Estatal de Viena (en contra dels desitjos de la seva família) quan tenia 14 anys, edat a la qual es va publicar la seva primera cançó. Estant allà, va estudiar amb Richard Stoehr, Joseph Marx i Hugo Kauder. Va guanyar un premi estatal per un muntatge de la missa del Rèquiem el 1934, però la seva formació jueva va dificultar l'obtenció de treballs i publicacions. Després de l'Anschluss el 1938, va fugir primer a París, on va començar a treballar en una òpera basada en Job de Joseph Roth, i després a la ciutat de Nova York.
Finalment, va anar a Hollywood, on va treballar en música de cinema, però es va sentir cada vegada més aïllat i malament amb les exigències de la línia de producció dels seus empresaris. Entre les pel·lícules per a les quals va escriure música hi havia The Postman Always Rings Twice (1946) i Abbott and Costello Meet the Invisible Man (1951).

L'estil de Zeisl era essencialment tonal i conservador en comparació amb contemporanis com Arnold Schönberg i, per tant, no era totalment inadequat per a la composició musical de cinema. Però el seu cor estava en un altre lloc. En una etapa va ser emprat per organitzar la música per a un espectacle escènic molt imprecís sobre la vida de Txaikovski, Song without Words. La seva angoixa per la seva reducció a aquest treball (juntament amb les estretors als quals es van reduir altres compositors emigrats a Amèrica en aquell moment) es manifesta en una carta escrita a un amic el 1945:
| « | <Fins i tot Milhaud, Stravinsky i Tansman estan lluitant. Béla Bartók va morir a Nova York de fam! […] L'any passat vaig orquestrar una opereta de Tchaikowsky que proporcionava vida durant 8 mesos, però per què cal posar-lo en una opereta? […] Cap compositor no és important aquí.> | » |

Tot i això, Zeisl va poder trobar nomenaments acadèmics i temps per compondre al seu propi estil. Aquestes obres incloïen una gran varietat de música de cambra, un concert per a piano, un concert per a violoncel (escrit per a Gregor Piatigorsky) i un escenari per a cor, solistes i orquestra del salm 92 en hebreu, que va titular Requiem Ebraico (Rèquiem hebreu), escrit el 1944/45 en memòria del seu pare. Un treball de variacions per a orquestra es basava en la nadala "It Came Upon A Midnight Clear". La seva òpera Hiob (Job) no es va acabar mai.
Zeisl estava casat amb Gertrud Susanne (Jellinek). La seva filla Barbara Zeisl Schoenberg es va casar amb Ronald Schönberg, el fill del compositor Arnold Schönberg. El seu net és l'advocat E. Randol Schönberg. Zeisl va morir d'un atac de cor mentre era professor a Los Angeles.
La música de Zeisl va ser prohibida sota el règim nazi, que ha estat un element en la reactivació de l'interès per la seva música, alguns dels quals ja estan disponibles en CD. L'estrena representació del Requiem Ebraico es va celebrar a Los Angeles a la primera església metodista de Hollywood el 8 d'abril de 1945 per Hugo Strelitzer dirigint el cor del Temple Fairfax.
Tot i això, Zeisl va poder trobar nomenaments acadèmics i temps per compondre al seu propi estil. Aquestes obres incloïen una gran varietat de música de cambra, un concert per a piano, un concert per a violoncel (escrit per a Gregor Piatigorsky) i un escenari per a cor, solistes i orquestra del salm 92 en hebreu, que va titular Requiem Ebraico (Rèquiem hebreu), escrit el 1944–5 en memòria del seu pare. Un treball de variacions per a orquestra es basava en la nadala "It Came Upon A Midnight Clear". La seva òpera Hiob (Job) no es va acabar mai.
Zeisl estava casat amb Gertrud Susanne (Jellinek). La seva filla Barbara Zeisl Schoenberg es va casar amb Ronald Schoenberg, el fill del compositor Arnold Schönberg. El seu net és l'advocat E. Randol Schönberg. Zeisl va morir d'un atac de cor mentre ensenyava a Los Angeles.
La música de Zeisl va ser prohibida sota el règim nazi, que ha estat un element en la reactivació de l'interès per la seva música, alguns dels quals ja estan disponibles en CD. L'estrena representació del Requiem Ebraico es va celebrar a Los Angeles a la primera església metodista de Hollywood el 8 d'abril de 1945 per Hugo Strelitzer dirigint el cor del Temple Fairfax.